# Böhms ral
De Böhms ral (Sarothrura boehmi) is een vogel uit de familie Sarothruridae. Deze familie werd heel lang beschouwd als een onderfamilie van de rallen, koeten en waterhoentjes (rallidae). Deze vogel is genoemd naar de Duitse zoöloog Richard Böhm (1854-1884).

## Verspreiding en leefgebied
Deze soort komt voor van Kameroen tot Kenia en zuidelijk tot Zimbabwe.

## Status
De grootte van de populatie is in 2019 geschat op 670-6700 volwassen vogels. Op de Rode lijst van de IUCN heeft deze soort de status niet bedreigd.